# Aplosonyx robinsoni
Aplosonyx robinsoni es un coleóptero de la familia Chrysomelidae. Fue descrita científicamente por primera vez en 1905 por Jacoby.